# ミステリーズ 運命のリスボン
『ミステリーズ 運命のリスボン』（ミステリーズ うんめいのリスボン、Mistérios de Lisboa）は、2010年のポルトガル・フランス合作の映画。

## あらすじ
19世紀のリスボン。孤児院育ちのジョアンは、実母アンジェラと再会し、アンジェラとジョアンの実父との許されざる愛について知ることとなった。

## キャスト
- アドリアヌ・ルーシュ
- リカルドゥ・ペレイラ
- マリア・ジュアン・バシュトゥシュ
- クロチルド・エム
- アフンス・ピメントゥ
- ジュアン・アライシュ
- マリク・ジディ
- レア・セドゥ
- メルヴィル・プポー

## 発表
2010年9月12日、第35回トロント国際映画祭で上映された。

## 評価
『ガーディアン』のピーター・ブラッドショーは本作に5つ星満点をつけた。
2010年、第68回ルイ・デリュック賞を受賞した。